# Sonya Agbessi
Sonya Agbessi, née le 21 août 1972, est une triple-sauteuse béninoise.

## Carrière
Sonya Agbessi remporte la médaille de bronze du triple saut aux Championnats d'Afrique de 1992 et aux Championnats d'Afrique de 1993.
Elle dispute le concours de triple saut aux Jeux olympiques d'été de 1992 à Barcelone ; elle est éliminée en qualifications. Elle est lors de ces Jeux le porte-drapeau de la délégation béninoise.

## Records personnels
Le 6 août 1992 lors des Jeux olympiques, elle effectue un saut en longueur de 5,64 mètres au Stade olympique Lluís-Companys de Barcelone. Le 8 août 1995, elle effectue un triple saut d'une longueur de 12,02 mètres sous un vent de +1,9 au stade Ullevi de Göteborg.